# Beta Phoenicis
Beta Phoenicis (β Phoenicis, förkortat Beta Phe, β Phe) som är stjärnans Bayerbeteckning, är en dubbelstjärna belägen i den mellersta delen av stjärnbilden Fenix. Den har en kombinerad skenbar magnitud på 3,30 och är synlig för blotta ögat. Avståndet till stjärnan är dåligt känt. Den ursprungliga tolkningen av Hipparcos-satellitens data gav ett parallaxvärde på 16 mas, men dess standardavvikelse var större än parallaxvärdet själv. Den nya tolkningen av Hipparcosdata, som gav 0,12 ± 14,62 mas, är fortfarande oanvändbar. The General Catalogue of Trigonometric Parallaxes, en äldre katalog över markbaserade parallaxvärden, listar parallaxen som 20 ± 16 mas, vilket motsvarar cirka 200 ljusår (61 parsek) från solen. 

## Egenskaper
Primärstjärnan Beta Phoenicis A är en vit till gul jättestjärna av spektralklass G8 III. Den har en effektiv temperatur på ca 5 090 K.
Beta Phoenicis är en relativt vid visuell dubbelstjärna bestående av två jättestjärnor, båda av spektraltypen G8 III. De två kretsar kring varandra med en omloppsperiod på 170,7 år och har en relativt excentrisk omloppsbana. Stjärnorna är separerade med nästan en bågsekund.